# NGC 719
NGC 719 je galaksija u zviježđu Ovan.

## Vanjske poveznice
- SEDS: NGC 719